# Equipe portuguesa na Copa Billie Jean King
A equipe portuguesa na Copa Billie Jean King representa Portugal na Copa Billie Jean King, principal competição de tênis feminina por equipes do mundo. É administrada pela Federação Portuguesa de Ténis.

## História
Portugal competiu pela primeira vez em 1968. Seus melhores resultados foram o segundo lugar do round robin do Grupo I do zonal da Europa/África de 1998, 2012, 2014 e 2016.

## Última escalação
Para o Grupo II da Europa/África de 2023, em abril:
- Francisca Jorge
- Matilde Jorge
- Inês Murta
- Maria Garcia
- Angelina Voloshchuk